# Alois Spaniol

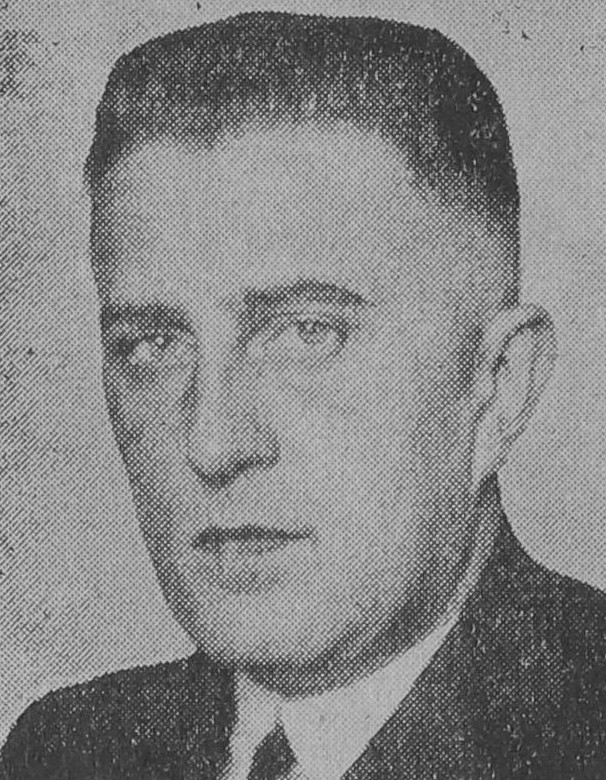
Alois Spaniol, um 1934

Alois Spaniol (* 19. September 1904 in Lisdorf; † Januar 1959 in Ettlingen) war ein deutscher Nationalsozialist, Gauleiter des Saargebiets und Bürgermeister von Andernach. 

## Leben
Spaniol war Sohn von Johann Spaniol und Anna, geb. Breinig; er hatte vier jüngere Geschwister. 1918 verließ der Lehrersohn Alois Spaniol in der Obertertia das Saarlouiser Gymnasium, das heutige Gymnasium am Stadtgarten, und begann eine Ausbildung an der Lehrerausbildungsanstalt Merzig, die er jedoch nach drei Jahren abbrach. Er verdiente seinen Lebensunterhalt danach in verschiedenen ungelernten Berufen, unter anderem als Notstandsarbeiter, als Rohrtransporteur und als Ofenmann.
Seine politische Karriere begann 1923 bei einem Saarbergarbeiterstreik, bei dem er festgenommen wurde und nach eigenen Angaben „mehrfach mißhandelt“ wurde. Diese Begebenheit schilderte er 1925 bei der Rheinischen Jahrhundertfeier und klagte gleichzeitig das „Diktat von Versailles“ an. Anschließend geriet er in nationalsozialistische Kreise. Der NSDAP schloss er sich am 1. Mai 1931 mit der Mitgliedsnummer 519.608 an. In Lisdorf wurde er Ortsgruppenführer. Er wurde außerdem SA-Mitglied und stieg bis zum SA-Truppenführer im SA-Sturm 4/1/70 in Saarlouis auf. 1932 wurde er Kreisleiter der NSDAP in Saarlouis-Merzig. Nachdem Josef Bürckel auf Anordnung der Regierungskommission des Saargebietes sein Amt als Gauleiter niederlegen musste, da er als Reichsdeutscher nicht die saarländischen Parteien vertreten durfte, wurde Spaniol als Strohmann Bürckels eingesetzt. Damit wurde Spaniol zugleich Führer der Deutschen Front (DF), die als Massenbewegung nach einer scheinbar aufgelösten NSDAP die unterschiedlichen nationalen Parteien vereinigen sollte. Jedoch weigerte sich Spaniol, die NSDAP aufzulösen. Er hatte daher eine Auseinandersetzung mit Bürckel, die schließlich von Robert Ley gelöst werden musste. Dieser gab Spaniol zwar eine selbstständige Stellung als Landesleiter der Deutschen Front, als Auflage war er jedoch an die Weisungen Bürckels gebunden. Im Februar 1934 wurde Spaniol schließlich von Josef Bürckel aus beiden Ämtern verdrängt, nachdem ein Interview mit einer schwedischen Zeitung das Ansehen Spaniols beschädigte. Führer der DF wurde Jakob Pirro. Bürckel betrieb zudem ein Parteiausschlussverfahren gegen Spaniol, das jedoch nicht erfolgreich war. Spaniol, der zuvor auch bei der Eisernen Brigade Spaniol (Tarnorganisation für die illegale SA) führend tätig war und Herausgeber  der NS-Schriften Saarfront und Deutsche Front war, bekleidete ab März 1934 eine Stellung als Saar-Referent im Reichswirtschaftsministerium. Nach dem Anschluss des Saargebiets an das Deutsche Reich wurde Spaniol am 1. April 1935 Bürgermeister von Andernach. Offiziell bekleidete er das Amt bis zum 8. März 1945. Ab 1936 betätigte er sich als Reichsredner. Während des Zweiten Weltkrieges leistete Spaniol Militärdienst bei der Wehrmacht und war hauptsächlich bei einer Propagandakompanie auf verschiedenen Kriegsschauplätzen eingesetzt. Nach Kriegsende befand er sich von 1946 bis 1948 im britischen Internierungslager Recklinghausen-Hillerheide. Nach seiner Entlassung lebte er in Ettlingen und arbeitete in der Holzbranche.
Sein Todeszeitpunkt wurde 1985 von Gerhard Paul recherchiert und ist laut „Auskunft der Personalabteilung der Stadtverwaltung Andernach“ der Januar 1959.
Seine Ehefrau Gerda Spaniol war Leiterin des Bund Deutscher Mädel im Saargebiet.